# شانه‌موش پونتیا
شانه‌موش پونتیا (نام علمی: Ctenomys coludo) نام یک گونه از سرده شانه‌موش است.